# استفان جی. لاکزو
استفان جی. لاکزو، (به انگلیسی: Stephen J. Luczo) (زاده ۲۸ فوریه ۱۹۵۷) کارآفرین، بازرگان و مدیر ارشد اجرایی آمریکایی است، که در حال حاضر به‌عنوان مدیر عامل اجرایی و رییس هیئت مدیره شرکت سیگیت فعالیت می‌کند.